# با صدای لوپارا
با صدای لوپارا (ایتالیایی: A suon di lupara) یک فیلم درام ایتالیایی است که در سال ۱۹۶۷ منتشر شد. لوپارا نوعی شات‌گان لوله‌کوتاه کمرشکن ایتالیایی است که مافیا از آن برای کشتن مخالفان و منتقدان خود استفاده می‌کرد.

## گزیدهٔ بازیگران
- فمی بنوسی
- لنگ جفریز
- آنابلا اینکنتررا
- نینو وینجلی
- انتسو آندرونیکو
- لینو بانفی
- جینا ماشتی
- پائولا پیتی
- ماریا تدسکی